# 후지노 료코
후지노 료코(일본어: 藤野 涼子, 2000년 2월 2일~)는 일본의 배우이다.

## 출연

### 영화
- 솔로몬의 위증 (쇼치쿠) - 주연·후지노 료코 역
  - 솔로몬의 위증 전편·사건 (2015년 3월 7일)
  - 솔로몬의 위증 후편·재판 (2015년 4월 11일)
- 크리피: 일가족 연쇄 실종 사건 (2016년 6월 18일, 쇼치쿠/아스믹 에이스) - 니시노 미오 역
- 와치가이야 이토사토 (2017년) - 주연·이토사토 역

### 드라마
- 타카라의 시간 (2017년 1월 27일, NHK 후쿠오카) - 무로이 미노리 역
- 병아리 (2017년 4월 3일 ~ 9월 30일, NHK) - 가네히라 도요코 역

## 수상
- 제40회 호치 영화상 신인상 (《솔로몬의 위증》)[1]
- 제37회 요코하마 영화제 최우수 신인상 (《솔로몬의 위증》)[2]
- 제39회 일본 아카데미상 신인 배우상 (《솔로몬의 위증》)[3]
- 제70회 마이니치 영화 콩쿠르 스포니치 그랑프리 신인상 (《솔로몬의 위증》)[4]
- 제11회 오사카 시네마 페스티벌 신인 여우상 (《솔로몬의 위증》)[5]
- 제25회 일본 영화 비평가 대상 실사 부문 신인 여우상 (《솔로몬의 위증》)[6]